# Nashville 200 1958
Nashville 200 1958 var ett stockcarlopp ingående i Nascar Grand National Series (nuvarande Nascar Cup Series) som kördes 10 augusti 1958 på den 0,5 mile (804,672 meter) långa ovalbanan Nashville Speedway i Nashville i Tennessee. Totalt avverkades 100 miles (160,934 km) fördelat på 200 varv. Banunderlaget var asfalt. Loppet vanns av Joe Weatherly i en Ford på tiden 1:41.14 körande för Holman Moody. Weatherlys snitthastighet var 59,269 mph. Prispotten uppgick till 8 335 dollar, varav 1 850 dollar gick till segraren.

## Resultat
| Plc     | Nr | Förare           | Team/ bilägare       | Konstruktör | Start | Varv | Ledda varv |
| ------- | -- | ---------------- | -------------------- | ----------- | ----- | ---- | ---------- |
| 1       | 72 | Joe Weatherly    | Holman Moody         | Ford        | 8     | 200  | 82         |
| 2       | 49 | Bob Welborn      | Julian Petty         | Chevrolet   | 6     | 200  | 0          |
| 3       | 76 | Larry Frank      | Larry Frank          | Chevrolet   | 2     | 200  | 0          |
| 4       | 2  | Jimmy Thompson   | i.u.                 | Oldsmobile  | 31    | 198  | 0          |
| 5       | 42 | Lee Petty        | Petty Enterprises    | Oldsmobile  | 15    | 197  | 0          |
| 6       | 87 | Buck Baker       | Buck Baker Racing    | Chevrolet   | 3     | 193  | 0          |
| 7       | 31 | Joe Lee Johnson  | Bob Perry            | Chevrolet   | 9     | 193  | 0          |
| 8       | 47 | Jack Smith       | Jack Smith           | Chevrolet   | 13    | 192  | 0          |
| 9       | 36 | Herbert Estes    | Tootle Estes         | Ford        | 21    | 192  | 0          |
| 10      | 99 | Shorty Rollins   | Shorty Rollins       | Ford        | 5     | 191  | 0          |
| 11      | 32 | Brownie King     | Jess Potter          | Chevrolet   | 20    | 191  | 0          |
| 12      | 21 | Glen Wood        | Wood Brothers Racing | Ford        | 12    | 191  | 0          |
| 13      | 25 | Gene White       | Gene White           | Chevrolet   | 17    | 191  | 0          |
| 14      | 56 | Bill Morton      | James Lowery         | Ford        | 14    | 189  | 0          |
| 15      | 17 | Fred Harb        | Fred Harb            | Mercury     | 22    | 188  | 0          |
| 16      | 46 | Speedy Thompson  | Speedy Thompson      | Chevrolet   | 11    | 187  | 0          |
| 17      | 8  | Possum Jones     | i.u.                 | Chevrolet   | 10    | 182  | 0          |
| 18      | 9  | Wilbur Rakestraw | Joe Jones            | Ford        | 18    | 179  | 0          |
| 19      | 82 | Eddie McDonald   | i.u.                 | Ford        | 25    | 177  | 0          |
| 20      | 44 | Lloyd Dane       | Lloyd Dane           | Ford        | 19    | 174  | 0          |
| 21      | 74 | L.D. Austin      | L.D. Austin          | Chevrolet   | 29    | 166  | 0          |
| 22      | 19 | Herman Beam      | Herman Beam          | Chevrolet   | 27    | 162  | 0          |
| 23      | 11 | Rex White        | Rex White            | Chevrolet   | 1     | 162  | 118        |
| 24      | 81 | Shep Langdon     | Harvey Hege          | Ford        | 30    | 155  | 0          |
| 25      | 24 | Jerry Green      | i.u.                 | Chevrolet   | 26    | 154  | 0          |
| 26      | 89 | Neil Castles     | Neil Castles         | Ford        | 28    | 145  | 0          |
| 27      | 45 | Ken Love         | Ken Love             | Ford        | 23    | 99   | 0          |
| 28      | 39 | Billy Carden     | i.u.                 | Chevrolet   | 16    | 67   | 0          |
| 29      | 6  | Cotton Owens     | Jim Stephens         | Pontiac     | 7     | 61   | 0          |
| 30      | 22 | Fireball Roberts | Frank Strickland     | Chevrolet   | 4     | 40   | 0          |
| 31      | 97 | Barney Shore     | Barney Shore         | Chevrolet   | 24    | 15   | 0          |
| 32      | 67 | Roy Tyner        | Spook Crawford       | Dodge       | 32    | 0    | 0          |
| Källor: |    |                  |                      |             |       |      |            |